# Autobusna linija br. 140 u Zagrebu
Linija 140 (Mihaljevac – Sljeme) dnevna je autobusna linija u Zagrebu.
Prometuje svaki dan na trasi: Mihaljevac → Gračanska cesta → Bliznec → Hunjka → Tomislavov dom → Sljemenska cesta → Prilaz Kraljičinom zdencu → Šestinski trg → Šestinska cesta → Mlinovi → Mihaljevac. Iako je trasa 140-ice kružna, ona se ne smatra kružnom linijom jer uz Mihaljevac čeka polaske na Hunjki i Tomislavovu domu. Par polazaka umjesto da ide na Hunjku, voze skraćeno do Apartmanske kuće Snježna kraljica.
Povezuje Sljeme i planinarske domove na Medvednici s terminalom Mihaljevac gdje se ostvaruje presjedanje na tramvaj. Kako linija povezuje nenaseljeno područje radnim danom su polasci rjeđi u usporedbi s polascima vikendom i praznicima kada linija uglavnom polazi svaki sat.
Linija je uvedena 2007., isprva kao zamjena za Sljemensku žičaru koja je išla u rekonstrukciju, no po završetku radova na žičari autobusna linija nije bila ukinuta.

## Vanjske poveznice
- Vozni red linije 140

1. ↑  Datoteke u GTFS formatu. zet.hr. Pristupljeno 5. lipnja 2025. - Sadrži informacije tijela javne vlasti u skladu s Otvorenom dozvolom